# Poznej domy

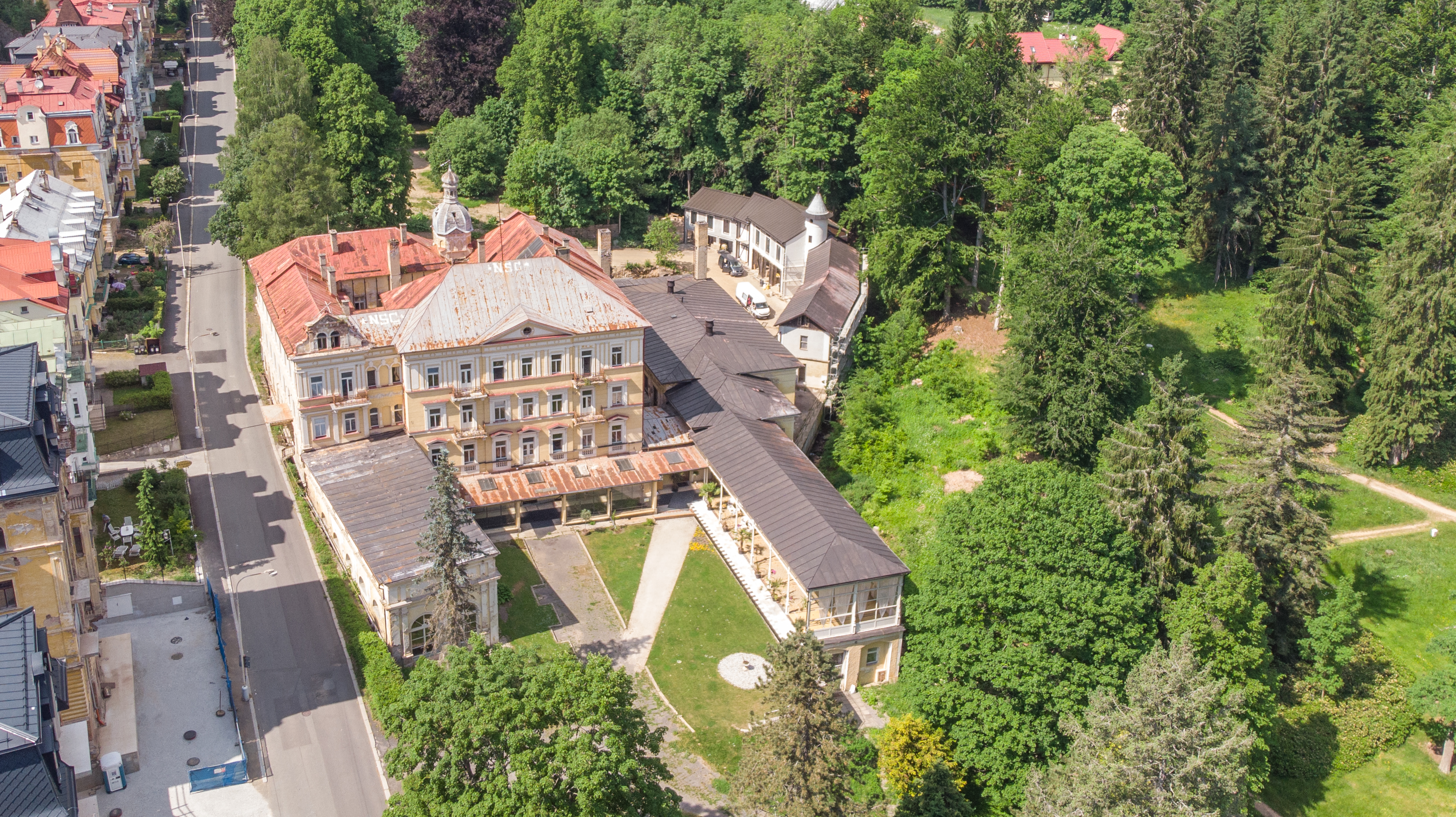
Lázeňský klub Lesní mlýn v Mariánských lázních, jedna z dříve chátrajících budov, která se od roku 2018 postupně vrací do života

Poznej domy je webový projekt, který mapuje domy se zajímavou historií a architektonickými kvalitami.  
V červenci 2023 ho založil realitní makléř a autor publikací Prázdné domy Radomír Kočí. Projekt primárně mapuje starší objekty, ale v databázi lze najít i modernější stavby. Projekt je určen jak fanouškům tzv. urbexu, tak i širší veřejnosti se zájmem o architekturu.  
Webová databáze shromažďuje informace o historii a stavu budov a jejich vývoji v časovém přehledu. Domy jsou rozdělovány do kategorií, podle kterých si může uživatel zobrazit na mapě objekty podle toho, zda jsou prázdné, k záchraně, v rekonstrukci, používané a zaniklé. Na mapě je i řada dalších užitečných filtrů. Lze například filtrovat restaurace s příběhem a geniem loci, zachráněné domy, kde je možné se ubytovat, domy, kde se konají prohlídky, akce pro veřejnost nebo kde lze zakoupit lokální produkty.  
Díky mobilu s GPS mohou uživatelé i ukládat, jaké domy již poznali. Za každé poznání domu získají bod do žebříčku. Na webu přibývají i tematické trasy s audioprůvodcem nebo výzvy (například – poznejte XY domů ve městě, kam plánujete jet = poznejte tím město a splňte výzvu).   
Do databáze mohou přispívat autoři projektu i jednotlivci z řad veřejnosti. 
K 10. prosinci 2024 bylo na webu Poznej domy v České republice evidováno 1618 domů. 
Projekt Poznej domy navazuje na dříve založený projekt Prázdné domy.